# Prix suisse du livre
Le prix suisse du livre (en allemand : Schweizer Buchpreis) est un prix littéraire suisse décerné depuis 2008 par la foire du livre de Bâle (de) qui récompense chaque année la meilleure œuvre narrative ou essai en langue allemande d'auteurs et d'autrices suisses ou vivant en Suisse depuis au moins deux ans. 

## Histoire
En 2008, le prix est doté de 60 000 francs suisses (50 000 pour le lauréat ou la lauréate et 2 500 pour chaque finalistes).
En 2012, le prix est réduit à 40 000 francs suisses (30 000  pour le lauréat ou la lauréate et 2 500 pour chaque finalistes).
Depuis 2018, le prix est doté de 42 000 francs suisses (30 000 pour le lauréat ou la lauréate et 3 000 pour chacun des quatre finalistes).

## Lauréats
- 2008 : Rolf Lappert (de) pour Nach Hause schwimmen
- 2009 : Ilma Rakusa pour Mehr Meer
- 2010 : Melinda Nadj Abonji pour Tauben fliegen auf
- 2011 : Catalin Dorian Florescu pour Jacob beschliesst zu lieben
- 2012 : Peter von Matt pour Das Kalb vor der Gotthardpost
- 2013 : Jens Steiner pour Carambole
- 2014 : Lukas Bärfuss pour Koala
- 2015 : Monique Schwitter pour Eins im Andern
- 2016 : Christian Kracht pour Die Toten
- 2017 : Jonas Lüscher (de) pour Kraft
- 2018 : Peter Stamm pour Die sanfte Gleichgültigkeit der Welt
- 2022 : Kim de l'Horizon pour Blutbuch[6]
- 2023 : Christian Haller pour Sich lichtende Nebel[7]
- 2024 : Zora del Buono (de) pour Seinetwegen[8]